# Hatanaka Shinnosuke
Shinnosuke Hatanaka (畠中 槙之輔 Hatanaka Shinnosuke, sinh ngày 25 tháng 8 năm 1995 ở Yokohama) là một cầu thủ bóng đá người Nhật Bản thi đấu cho Yokohama F. Marinos.

## Thống kê câu lạc bộ
Cập nhật đến ngày 2 tháng 12 năm 2018.
| Thành tích câu lạc bộ | Thành tích câu lạc bộ | Thành tích câu lạc bộ | Giải vô địch | Giải vô địch | Cúp                   | Cúp                   | Cúp liên đoàn         | Cúp liên đoàn         | Tổng cộng | Tổng cộng |
| Mùa giải              | Câu lạc bộ            | Giải vô địch          | Số trận      | Bàn thắng    | Số trận               | Bàn thắng             | Số trận               | Bàn thắng             | Số trận   | Bàn thắng |
| Nhật Bản              | Nhật Bản              | Nhật Bản              | Giải vô địch | Giải vô địch | Cúp Hoàng đế Nhật Bản | Cúp Hoàng đế Nhật Bản | Cúp quốc gia Nhật Bản | Cúp quốc gia Nhật Bản | Tổng cộng | Tổng cộng |
| --------------------- | --------------------- | --------------------- | ------------ | ------------ | --------------------- | --------------------- | --------------------- | --------------------- | --------- | --------- |
| 2014                  | Tokyo Verdy           | J2 League             | 2            | 0            | 0                     | 0                     | -                     | -                     | 2         | 0         |
| 2015                  | Tokyo Verdy           | J2 League             | 4            | 0            | 1                     | 1                     | -                     | -                     | 5         | 1         |
| 2017                  | Tokyo Verdy           | J2 League             | 28           | 2            | 1                     | 0                     | -                     | -                     | 28        | 2         |
| 2018                  | Tokyo Verdy           | J2 League             | 28           | 2            | 0                     | 0                     | -                     | -                     | 28        | 2         |
| Tổng cộng             | Tổng cộng             | Tổng cộng             | 62           | 4            | 2                     | 1                     | -                     | -                     | 64        | 5         |
| 2016                  | Machida Zelvia        | J2 League             | 29           | 1            | 1                     | 0                     | -                     | -                     | 30        | 1         |
| Tổng cộng             | Tổng cộng             | Tổng cộng             | 29           | 1            | 1                     | 0                     | -                     | -                     | 30        | 1         |
| 2018                  | Yokohama F. Marinos   | J1 League             | 5            | 0            | 1                     | 1                     | 1                     | 0                     | 7         | 1         |
| 2019                  | Yokohama F. Marinos   | J1 League             | 0            | 0            | 0                     | 0                     | 0                     | 0                     | 0         | 0         |
| Tổng cộng             | Tổng cộng             | Tổng cộng             | 5            | 0            | 1                     | 1                     | 1                     | 0                     | 7         | 1         |
| Tổng cộng sự nghiệp   | Tổng cộng sự nghiệp   | Tổng cộng sự nghiệp   | 96           | 5            | 4                     | 2                     | 1                     | 0                     | 101       | 7         |